# Гейтвей (Арканзас)
Гейтвей (англ. Gateway) — місто (англ. town) в США, в окрузі Бентон штату Арканзас. Населення — 436 осіб (2020).

## Географія
Гейтвей розташований на висоті 468 метрів над рівнем моря за координатами 36°29′13″ пн. ш. 93°56′13″ зх. д. / 36.48694° пн. ш. 93.93694° зх. д. (36.487082, -93.936833).  За даними Бюро перепису населення США в 2010 році місто мало площу 15,87 км², з яких 15,86 км² — суходіл та 0,01 км² — водойми. В 2017 році площа становила 16,87 км², з яких 16,86 км² — суходіл та 0,01 км² — водойми.

## Демографія
Згідно з переписом 2010 року, у місті мешкало 405 осіб у 150 домогосподарствах у складі 113 родин. Густота населення становила 26 осіб/км².  Було 174 помешкання (11/км²). 
Расовий склад населення:
| - 89,6 % — білих - 4,2 % — корінних американців - 0,5 % — азіатів - 4,4 % — осіб інших рас |

До двох чи більше рас належало 1,2 %. Іспаномовні складали 7,9 % від усіх жителів.
За віковим діапазоном населення розподілялося таким чином: 26,4 % — особи молодші 18 років, 60,0 % — особи у віці 18—64 років, 13,6 % — особи у віці 65 років та старші. Медіана віку мешканця становила 39,9 року. На 100 осіб жіночої статі у місті припадало 103,5 чоловіків;  на 100 жінок у віці від 18 років та старших — 105,5 чоловіків також старших 18 років.
Середній дохід на одне домашнє господарство  становив 57 668 доларів США (медіана — 45 750), а середній дохід на одну сім'ю — 69 275 доларів (медіана — 50 750). Медіана доходів становила 47 188 доларів для чоловіків та 26 964 долари для жінок. За межею бідності перебувало 16,4 % осіб, у тому числі 28,7 % дітей у віці до 18 років та 6,3 % осіб у віці 65 років та старших.
Цивільне працевлаштоване населення становило 150 осіб. Основні галузі зайнятості: виробництво — 22,0 %, роздрібна торгівля — 16,0 %, транспорт — 13,3 %.
За даними перепису населення 2000 року в Гейтвеї мешкало 116 осіб, 30 сімей, налічувалося 43 домашніх господарств і 48 житлових будинків. Середня густота населення становила близько 77,3 осіб на один квадратний кілометр. Расовий складу містечка Гейтвея за даними перепису розподілився таким чином: 96,55 % білих, 3,45 % — корінних американців.
З 43 домашніх господарств в 39,5 % — виховували дітей віком до 18 років, 62,8 % представляли собою подружні пари, які спільно проживали, у 2,3 % сімей жінки проживали без чоловіків, 30,2 % не мали сімей. 20,9 % від загального числа сімей на момент перепису жили самостійно, при цьому 7,0 % склали самотні літні люди у віці 65 років та старше. Середній розмір домашнього господарства склав 2,70 особи, а середній розмір родини — 3,27 особи.
Населення містечка за віковим діапазоном за даними перепису 2000 року розподілилося таким чином: 26,7 % — жителі молодше 18 років, 12,1 % — між 18 і 24 роками, 25,9 % — від 25 до 44 років, 28,4 % — від 45 до 64 років і 6,9 % — у віці 65 років та старше. Середній вік мешканця склав 38 років. На кожні 100 жінок в містечкі Гейтвей припадало 107,1 чоловіків, у віці від 18 років та старше — 117,9 чоловіків також старше 18 років.
Середній дохід на одне домашнє господарство в містечкі склав 32 679 доларів США, а середній дохід на одну сім'ю — 45 625 доларів. При цьому чоловіки мали середній дохід у 41 875 доларів США на рік проти 33 958 доларів середньорічного доходу у жінок. Дохід на душу населення в містечкі склав 16 557 доларів на рік. Усі родини містечка Гейтвей мали дохід, що перевищує рівень бідності, 10,1 % від усієї чисельності населення перебувало на момент перепису населення за межею бідності, при цьому з них були молодші 18 років і — у віці 65 років та старше.